# Бир (Меза)
Бир (фр. Bure) је насељено место у Француској у региону Лорена, у департману Меза.
По подацима из 2011. године у општини је живело 89 становника, а густина насељености је износила 4,84 становника/km².

## Демографија
| 1962. | 1968. | 1975. | 1982. | 1990. | 2011. |
| ----- | ----- | ----- | ----- | ----- | ----- |
| 135   | 119   | 106   | 105   | 92    | 89    |